# Lilla Hagtjärnet
Lilla Hagtjärnet är en sjö i Åmåls kommun i Dalsland och ingår i Göta älvs huvudavrinningsområde.